# Ur, Pyrénées-Orientales
Ur är en kommun i departementet Pyrénées-Orientales i regionen Occitanien i södra Frankrike. Kommunen ligger i kantonen Saillagouse som tillhör arrondissementet Prades. År 2022 hade Ur 366 invånare.

## Befolkningsutveckling
Antalet invånare i kommunen Ur
| Referens: INSEE |